# Monchenkocyclops mirabdullayevi
Monchenkocyclops mirabdullayevi is een eenoogkreeftjessoort uit de familie van de Cyclopidae. De wetenschappelijke naam van de soort is voor het eerst geldig gepubliceerd in 2012 door Karanovic, Yoo & Lee.